# Chlorid zlatitý
Chlorid zlatitý (chemický vzorec AuCl3) je nejběžnější sloučeninou zlata. Z českého chemického názvosloví vyplývá, že je zlato v této sloučenině v oxidačním čísle III+. Existují ještě dvě sloučeniny zlata s chlorem, chlorid zlatný a kyselina chlorozlatitá.

## Příprava
Chlorid zlatitý se nejčastěji připravuje přímou chlorací čistého zlata za vysokých teplot:
2 Au + 3 Cl2 → 2 AuCl3

## Vlastnosti
Bezvodý chlorid zlatitý se již za teploty okolo 160 °C rozkládá v chlorid zlatný. Touto reakcí se dá připravovat čisté zlato, protože chlorid zlatný se následně za teploty okolo 420 °C rozkládá na zlato a zpět na chlorid zlatitý (dochází k disproporcionaci):
AuCl3 → AuCl + Cl2
3 AuCl → AuCl3 + 2 Au
Reakcí s vodným roztokem kyseliny chlorovodíkové vzniká komplexní sloučenina nazývaná kyselina chlorozlatitá:
HCl (aq) + AuCl3 (aq) → HAuCl4 (aq)
Obdobně probíhá reakce chloridu zlatitého s chloridy, produktem jsou poté příslušné chlorozlatitany.

## Struktura molekuly
Chlorid zlatitý existuje, podobně jako bromid zlatitý, jako dimer. To znamená, že jeho molekula vypadá takto:

## Použití
Chlorid zlatitý je nejběžnější chemickou sloučeninou zlata, pro přípravu ostatních sloučenin zlata bývá výchozí látkou. Připravuje se z něj např. komplexní sloučenina tetrakyanozlatitan draselný:
AuCl3 + 4 KCN → K[Au(CN)4] + 3 KCl
Chlorozlatité soli, hlavně tetrachlorozlatitan sodný, vznikající reakcí chloridu zlatitého a chloridu sodného, se používají jako katalyzátor při reakcích.
Ve fotografii se používá jako tónovací lázeň.